# مونتا إيليس
مونتا إيليس (بالإنجليزية: Monta Ellis)‏ مواليد 26 أكتوبر 1985، هو لاعب كرة سلة أمريكي يلعب مع فريق دالاس مافيريكس في الرابطة الوطنية لكرة السلة ويحمل الرقم 11. يبلغ طوله 6 قدم 3 بوصة (1.9 م).

## فرق لعب لها
- غولدن ستايت ووريورز
- ميلووكي باكز
- دالاس مافيريكس

## روابط خارجية
- مونتا إيليس على موقع إن بي أي (الإنجليزية)
- مونتا إيليس على موقع سبورتس رفرنس (الإنجليزية)
- مونتا إيليس على موقع كرة السلة الأوروبية.كوم (الإنجليزية)
- مونتا إيليس على موقع إي إس بي إن.كوم (الإنجليزية)
- مونتا إيليس على موقع ريلجم (الإنجليزية)
- مونتا إيليس على موقع بروبوليرز (الإنجليزية)